# 스마 해수욕장

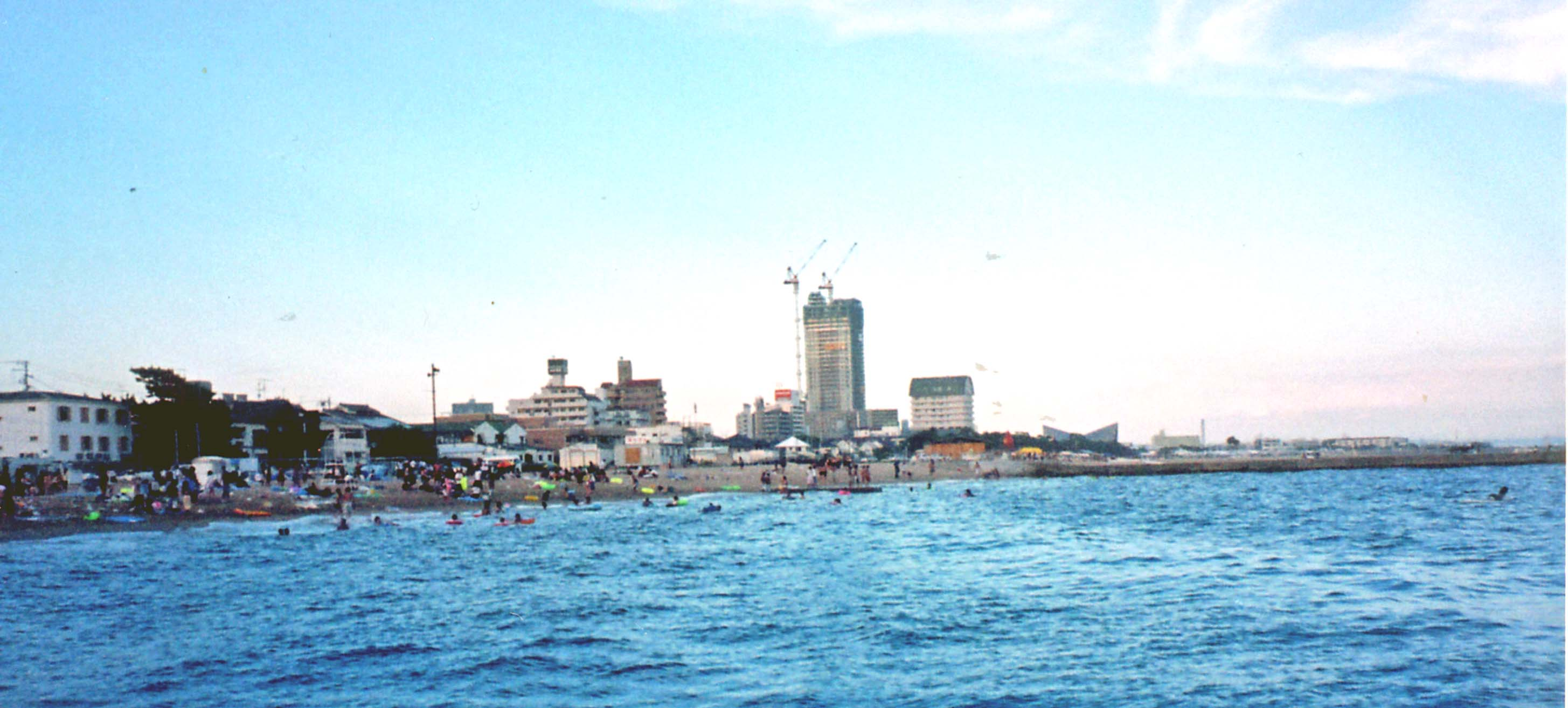
방파제에서 촬영한 스마 해수욕장

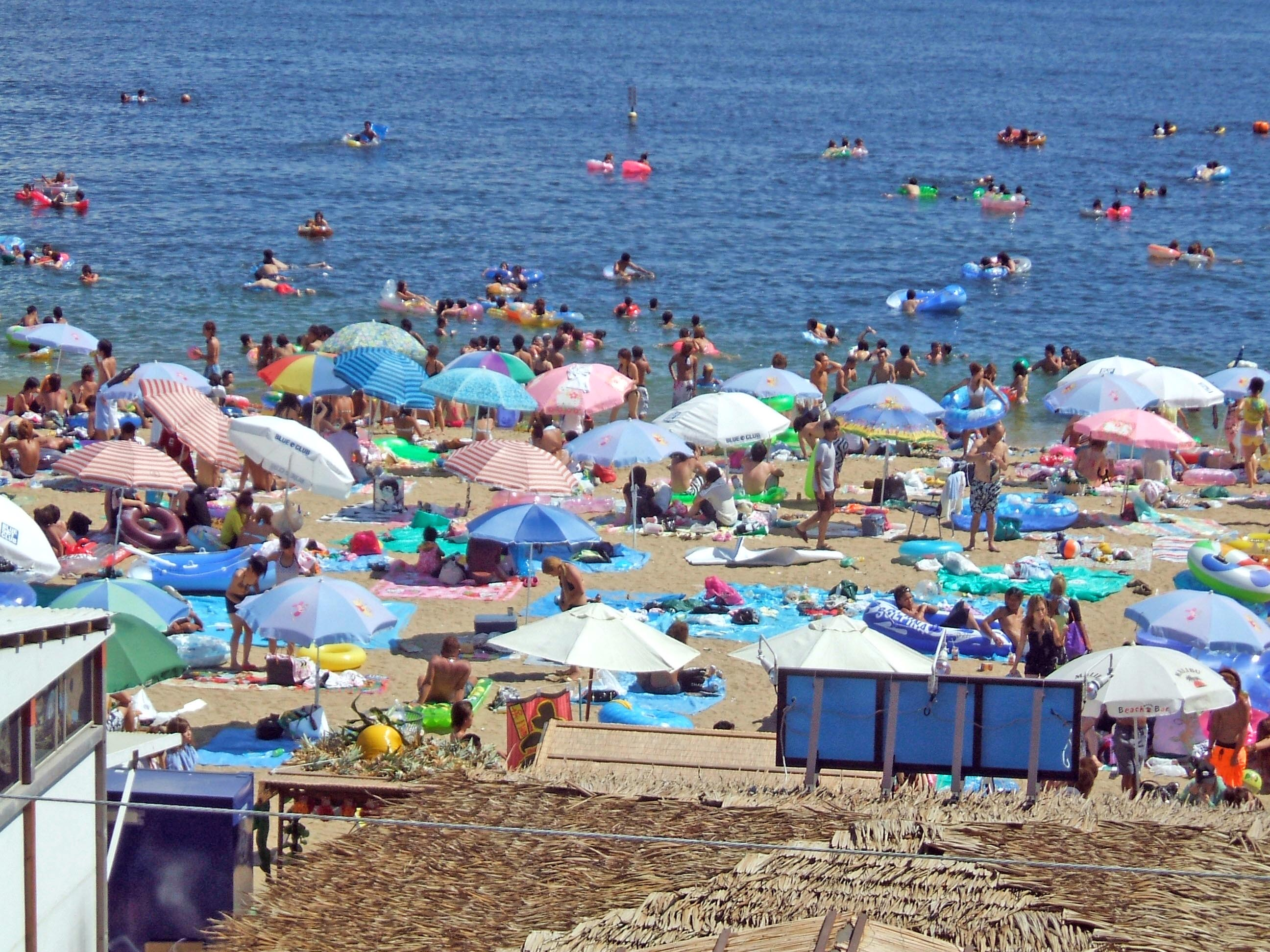
스마 역에서 촬영한 스마 해수욕장

스마 해수욕장(일본어: 須磨海水浴場)은 일본 효고현 고베시 스마구에 해수욕장이다.